# First Demo Tape
First Demo Tape – album zespołu Minor Threat wydany w 2003 roku przez firmę Dischord Records zawierający pierwsze próbne nagrania zespołu z 1981 roku.

## Lista utworów
1. Minor Threat
2. Stand Up
3. Seeing Red
4. Bottled Violence
5. Small Man Big Mouth
6. Straight Edge
7. Guilty of Being White
8. I Don't Wanna Hear It

## Skład
- Ian MacKaye – śpiew
- Lyle Preslar – gitara
- Brian Baker – bas
- Jeff Nelson – perkusja